# Opus Dei

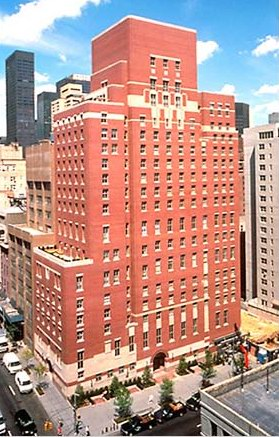
Az Opus Dei központja New Yorkban, az USA-ban. A belvárosban elhelyezkedő, 17 emeletes épületet 2001-ben építették és 70 millió dollárba került. A pénzösszeg fele egyetlen adományból, a másik fele pedig ötezer kis adományból származott.

Az Opus Dei (lat. ’Isten műve’) vallási szervezet, katolikus lelkiségi mozgalom, amelyet egy spanyol pap, Josemaría Escrivá de Balaguer alapított Madridban, 1928. október 2-án.  A szervezetet a római katolikus egyház 1951-ben ismerte el, s 1982 óta személyi prelatúraként működik. Központja Rómában található.
A szervezet meghirdetett célja a tagjai, követői részére a keresztény szellemiség, a katolicizmus erősítése saját hivatásbeli munkával, a családi és a társadalmi életben végzett szerepvállalással. A szervezet egyik fő célja a Krisztussal való találkozás a mindennapi életen keresztül. 1992-ben II. János Pál pápa boldoggá avatta az alapítóját. 2002-ben szentté avatása történt a Szent Péter Bazilikában.
Néhány kutató, szakértő az Opus Dei-t fundamentalista vagy fundamentalista jegyeket mutató szervezetnek tartja.

## Az Opus Dei története
Egy spanyol pap, Josemaría Escrivá de Balaguer alapította Madridban, 1928. október 2-án.
Az alapítást egy látomásra alapozta. Ekkor megvilágosodott, hogy a világi emberek a mindennapi életüket folytatva is törekedhetnek a szentségre. 1928-tól 1943-ig Spanyolországban működött kis számú tagsággal. 1943-ban egy szentmise alatt támadt az ötlete a jogi megoldásra, ami az Opus Dei papok szentelését lehetővé teszi: a Szent Kereszt Papi Társaság létrejötte. 1946-ban Escrivá Rómába költözött, hogy a Szentszék központjához közel legyen, ezért az Opus Dei központja is ide került. II. János Pál alatt a szervezet személyi prelatúrává vált. Ez egy jogi forma, amit a második vatikáni zsinat hozott létre.
1990 óta van jelen a szervezet Magyarországon. Budapesten ma már két képzési, illetve kulturális intézménye működik. Diákok és fiatal értelmiségiek számára nyújt programokat 1994 óta az Orbán-hegyi Kollégium, valamint 1995 óta a Fenyvesliget Kulturális és Képzési Központ.
A szervezet áttételesen az érdeklődés középpontjába került, amikor Dan Brown A da Vinci-kód című könyvében túlzott mértékben dramatizálva mutatta be az Opus Dei szervezetet és gyakorlatait.

## Az Opus Dei öndefiníciója
Az Opus Dei a katolikus egyház nemzetközi pasztorális intézménye, amelyet Szent Josemaría Escrivá alapított 1928-ban.
Célja, hogy mindenütt hirdesse, hogy a munka és a mindennapi életkörülmények lehetőséget jelentenek az Istennel való találkozásra, arra, hogy felebarátainknak szolgáljunk, és hogy a társadalmi viszonyok javításához hozzájáruljunk. Az Opus Dei szorosan együttműködik a helyi egyházakkal, és azok számára, akik lelki életüket és a hit terjesztésében való közreműködésüket meg kívánják újítani, lelki képzést (előadások, lelkigyakorlatok), illetve lelkipásztorok által nyújtott segítséget biztosít.

## Hitelvek és vallásgyakorlat
Minden megkeresztelt ember meg van hívva arra, hogy Krisztust kövesse, vagyis arra, hogy az evangélium szerint éljen és Krisztus tanítását hirdesse.
Szent Josemaría előszeretettel hangsúlyozta, hogy az Opus Dei szellemiségének alapja az istengyermekség.
Az Opus Dei feladata az, hogy az Egyház evangelizációs küldetésében azáltal működjön közre, hogy minden társadalmi réteghez tartozó keresztényeknek segítsen hitükkel teljes összhangban élni és dolgozni.

### Istengyermekség
Szent Josemaría előszeretettel hangsúlyozta, hogy az Opus Dei szellemiségének alapja az istengyermekség. A keresztények a keresztség által Isten leányaivá és fiaivá válnak. A prelatúra ezért segíti tagjait abban, hogy ez a tudat életük élő része legyen. Az istengyermekség gyümölcsei: bizalom Isten gondviselésében, egyszerűség az Istennel való kapcsolatban, az emberi méltóság őszinte tiszteletben tartása, az emberek közötti testvériség, valódi szeretet a világ és a teremtett dolgok iránt, valamint kiegyensúlyozott és pozitív hozzáállás az élethez.

### A mindennapi élet keresztény értelme
Igyekeznünk kell a teljesen anyagi dolgokon, Isten és minden ember szolgálatán keresztül szentté válni – fogalmazott az Opus Dei alapítója. A család, a házasság, a munka és a mindennapi elfoglaltságok állandó alkalmat kínálnak arra, hogy Krisztussal találkozzunk, őt utánozzuk az emberi és keresztény értékek – a szeretet, a türelem, az alázatosság, a szorgalom, az igazságosság, az öröm stb. – gyakorlása révén.

### A munka megszentelése
Az életszentségre való törekvés a munkában egyrészt azt jelenti, hogy munkánkat a lehető legjobban és kellő szakmai felkészültséggel végezzük el, másrészt azt, hogy mindezt keresztény hozzáállással tesszük, Isten iránti szeretetből és embertársainknak szolgálva. Ily módon a munka alkalmat jelent a Krisztussal való találkozásra.

### Imádság és áldozat
Az Opus Dei által nyújtott képzés arra emlékeztet, hogy az imádság és az áldozat szükségszerűen a keresztény élethez tartozik. Az Opus Dei tagjai mindennap részt vesznek szentmisén, és néhány percet az evangélium olvasására fordítanak. Gyakran járulnak a bűnbocsánat szentségéhez. Életükben fontos helyet foglal el Szűz Mária tisztelete. Krisztus követése értelmében igyekeznek kisebb áldozatokat felajánlani Istennek, főleg olyanokat, amelyek feladataik megbízható teljesítését segítik elő és felebarátaik életét kellemesebbé teszik. Ezenkívül böjtölnek és alamizsnát adnak a rászorulóknak.

### Az életvitel egysége
Az Opus Dei alapítója attól szerette volna óvni a keresztényeket, hogy egyfajta kettős életet éljenek: elválasztva egymástól a benső, Istenhez kapcsolódó életet a családi élettől, a munkától, valamint a társadalmi élettől. Szent Josemaría éppen hogy azt hangsúlyozta, hogy csak egyetlen életünk van, amely testből és lélekből áll, amelyet testben és lélekben szentté kell tenni, és amelyet Istennek kell betöltenie.

### Szabadság
Az Opus Dei hívei ugyanolyan jogokkal és kötelezettségekkel rendelkeznek, mint minden más állampolgár. A politika, a gazdaság, a kultúra terén személyes szabadsággal és felelősséggel cselekszenek, anélkül, hogy az Egyház tekintélyét vagy az Opus Deit bármilyen módon felhasználnák céljaik elérésére vagy saját nézeteiket úgy állítanák be, mintha az lenne az adott problémára az egyetlen – a hittel összhangban lévő – megoldás. Ez persze maga után vonja azt is, hogy tiszteletben tartják mások szabadságát és véleményét.

### Szeretet
Aki Krisztussal találkozik, olyan kincset talál, amelyet nem tarthat meg csupán saját magának. A keresztények Krisztus tanúi, és a remény üzenetét adják tovább példájukkal és szavaikkal rokonaiknak, barátaiknak és kollégáiknak. Szent Josemaría a következőképp fogalmazott: „Kollégáinkkal, barátainkkal és rokonainkkal közösön fáradozva segíthetünk nekik, hogy közelebb kerüljenek Krisztushoz”. Az a vágy, hogy másokkal is megismertessük Krisztust, egyenes következménye a szeretetnek – vagyis annak, hogy Istent mindenekelőtt szeretjük, felebarátainkat pedig úgy, mint önmagunkat. Ez a vágy elválaszthatatlanul összekapcsolódik azzal az igyekezettel, hogy megpróbáljunk megoldást találni környezetünk anyagi és társadalmi problémáira.

### Életvitel
Mivel az Opus Dei lelkiségének középpontjában a mindennapi élet áll, ezért a tagok számára a mindennapokban, a munkahelyen és a családban való helytállás a legfontosabb. Természetesnek számít azonkívül az Egyház tanításainak követése életviteli dolgokban (például ami a fogamzásgátlást, a házasságon kívüli szexuális életet, az abortuszt, a kábítószereket stb. illeti).
A tagok napját az ún. normák strukturálják, amelyek elvégzése arra szolgál, hogy közel hozza a tagot Istenhez. A normák a következők:
- A nap felajánlása ébredés után
- Az Újszövetség olvasása (5 perc)
- Lelki irodalom olvasása (10 perc)
- Az Opus Dei közösségi imádsága (Preces, latin nyelven)
- Napi szentmise, szentáldozással
- Napi látogatás az Oltáriszentségnél
- Délelőtt és délután fél-fél óra személyes imádság, elmélkedés
- Az Úrangyala c. imádság elmondása délben
- Napi rózsafüzér
- Esti lelkiismeret-vizsgálat
- Heti gyónás
- Heti találkozás egy lelki vezetővel (egy numeráriussal/numeráriával)
- Heti ún. kör (kb. egyórás csoportos lelkigyakorlat)
- Havi egyszeri többórás lelkigyakorlat
- Évi legalább egyszeri többnapos lelkigyakorlat
- Évi egyszeri teológiai kurzus (egy hét szupernumeráriusok, két hét agregátusok, három hét numeráriusok számára)

Ezenkívül a prelatúra intenzív teológiai képzést is nyújt tagjainak. Ugyanakkor az Opus Dei papi szolgálatai, rendezvényei, lelkigyakorlatai, lelki vezetése a "kör" és a teológiai képzés kivételével minden hívő számára nyitva állnak.

## Az Opus Dei mint szervezet
Az Opus Dei jelenleg a katolikus egyház egyetlen személyi prelatúrája. A szervezet elöljárója a prelátus, aki jelenleg püspök (Javier Echevarría), de nem kell okvetlenül annak lennie. A prelatúra papi tagjai a prelátusnak vannak alárendelve, úgy mint más világi papok a püspöküknek. A többi tag az Opus Dei belső ügyeit ill. a tagságot illető kérdésekben a prelátusnak, minden más egyházi ügyet (például esküvő, keresztelő stb.) illetően saját megyés püspökének felel.

### Tagság
A tagok viszonya az Opus Deihez szerződésen alapul, a szervezetben nem léteznek fogadalmak. Szervezetileg a férfiak és a nők teljesen külön vannak, külön szervezik rendezvényeiket. A lelki képzést a papi szolgálatokon kívül nők végzik nők és férfiak férfiak számára. Az összekötő kapocs a két ág között a prelatúra vezetése, ill. a papság.

#### Felvétel
Az érdeklődő maga kéri felvételét kézzel írt levél formájában. Fél évvel a levél elküldése után a prelatúra értesíti őt előzetes felvételéről. Másfél évvel az előzetes felvétel után következik a végleges felvétel (oblatio). A tag minden évben március 19-én (Szent József ünnepe) megújítja tagsági akaratát, különben tagsága automatikusan megszűnik. Legkorábban öt évvel az oblatio után lehet kérni örökös tagságot (fidelitas), amely után már nem szükséges a megújítás. A kilépés ezután a prelátus engedélyével lehetséges.

#### A tagok típusai
Numeráriusok/numeráriák:
Cölibátusban, közösségben élő tagok, a tagság kb. 25%-a. ők felelősek a lelki képzésért, a rendezvények szervezéséért és prelatúra terjesztéséért. Ún. központokban élnek közösségi életet, legtöbbjüknek ugyanakkor világi foglalkozása és munkahelye van. Szabadidejüket és keresetük nagy részét a szervezetért ill. központjuk fenntartásáért áldozzák fel. Az Opus Dei papjai kizárólag a numeráriusok soraiból kerülnek ki. A papok felszentelésük után is numeráriusokként élnek, csak világi foglalkozásukat kell feladniuk.
Szupernumeráriusok/szupernumeráriák:
Családos vagy házasodni szándékozó, mindennapi körülmények között élő emberek. Ők alkotják az Opus Dei tagjainak kb. 70%-át. A szervezetet lehetőségeik szerint pénzügyileg is támogatják.
Agregátusok/agregáták:
Cölibátusban élő tagok, akik nem közösségben élnek, hanem családjukkal együtt, ill. egyedül.

## Az Opus Deit ért kritikák
Az Opus Deit ért egyes kritikák szerint a tagok agymosáson esnek át, és személyiségváltozáson mennek keresztül.
Alapítóját, a szentté avatott Josemaría Escrivát sokszor fasisztának, vagy mint sokszor a katolikus egyházat, a fasizmus támogatójának nevezik. Annyi igazság van ebben, hogy mind Francót, mind Hitlert az antiklerikális és ateista kommunizmus ellenségeiként elismerte. Kölcsönös szimpátia létezett spanyol falangista caudillo Franco és Escrivá között. Mégis, tagjai között Franco-ellenes egyének is voltak, és Szent Josemaría Escrivá soha nem engedte, hogy az Opus Dei tagjainak vallásos gondolkodását a politikai határozza meg. A spanyol polgárháború előtt, alatt és után Escrivá politikai hovatartozástól függetlenül egyaránt lelkivezetője volt szocialistáknak, baszk nacionalistáknak, karlistáknak, stb. Escrivá gondolkodása nyitott volt: nem a politikai gondolatok érdekelték, hanem az emberek és az ő lelkük. Roland Joffé, az A misszió filmrendezője saját kezdeményezéséből elindította a There Be Dragons című film forgatását, amely erről a témáról szól. A rendező elmondása szerint eredetileg nem akarta elvállalni a film megrendezését, de miután megnézett egy filmet az Opus Dei alapítójáról, mégis belevágott.
Az Opus Deit kritikusai azért tartják szektának, mert vannak szektariánus jellegű, megkérdőjelezhetetlen szabályaik és kötelezettségvállalásaik, melyek a titkos társaságok felé mutatnak. Ennek ellenére A da Vinci-kód epizód után – amikor az Opus Dei kinyitotta a központjai ajtaját – csak a tudatlan közvélemény tarthatja titkos intézménynek. Manapság is nyitva vannak az ajtók mindazoknak, akik az Opus Deiről érdeklődnek.
Az „apostoli élet” szabályainak betartása és betartatása is problematikus pont: kiugrott tagok elmondása alapján a „lelki gondozás olykor a beszervezéshez hasonlított”, s mint a szekták általában, papsága tilt minden olyan olvasmányt, amely az Egyház szellemiségével ellentmondó.
Azt is állítják, hogy az Opus Dei elitista politikát folytat, és a katolikus egyház jelenlegi legkonzervatívabb eleme. Jean-Francois Signier így fogalmazza meg: „A Vatikánba is beépült Opus Dei kétes kapcsolatokat tart fenn a politika és a pénz világával, sokszor rászolgálva a szent maffia gúnynévre.” Ennek ellenére az Opus Dei rengeteg szociális programot vezet világszerte, nem csak katolikusok között, hanem reformátusok, muszlimok, zsidók és ateisták segítségével. Nem is kell nagyon messzire menni: Budapesten is betegeket látogatnak kórházakban vagy az otthonukban, enni- és innivalót osztanak a hajléktalanoknak, stb.
- www.harambee-africa.org
- www.kianda-foundation.org
- www.icu.it
- https://opusdei.org/hu-hu/

A kritikák: Lásd a Da-Vinci kódot.